# Kärntner Tor

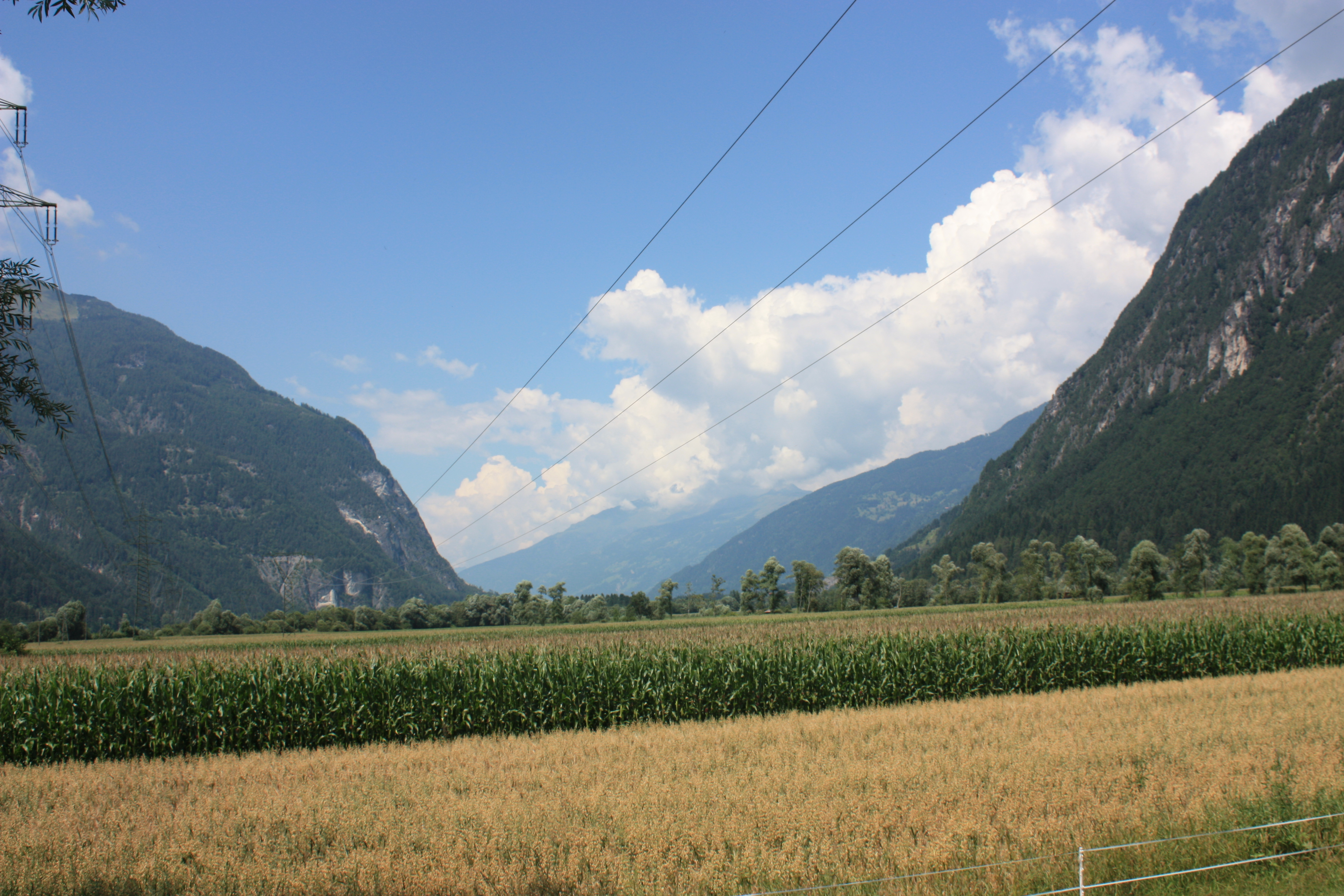
Kärntner Tor

Als Kärntner Tor wird eine Verengung des Drautals zwischen Nikolsdorf (Osttirol) und  Oberdrauburg (Kärnten) bezeichnet. Die Engstelle (Höhe 632 Meter) liegt in Kärnten und bildet die Grenze zwischen Osttirol und Kärnten. 
Durch das Kärntner Tor führen die Drautal Straße (B 100) sowie die Bahnstrecke der Drautalbahn von Villach nach Lienz.